# سریع دور شو ۲
سریع دور شو ۲ (انگلیسی: Fast Getaway II) فیلمی در ژانر اکشن است که در سال ۱۹۹۴ منتشر شد. از بازیگران آن می‌توان به کوری‌هایم اشاره کرد.
این فیلم دنباله فیلم سریع دور شو است.